# 주몽학교
주몽학교는 서울특별시 강동구 상일동에 소재하는 사립 특수학교이다. 지체장애·발달장애 학생을 위한 교육환경을 만들기 위해 유치원, 초등학교, 중학교, 고등학교 전공과 과정이 통합된 형태의 학교이다.

## 학교 연혁
- 1984.12.26． 신축건물 준공(2층, 연건평 1,740평)
- 1985.01.30． 주몽학교 설립인가(초대이사장 주몽 김기인) 초등학교과정 학년별 지체 1학급, 정신지체 1학급(12학급), 중학교과정 학년별 지체 1학급, 정신지체 1학급 (6학급), 고등학교과정 학년별 지체 1학급, 정신지체 1학급 (6학급)
- 1985.03.12． 개교 및 입학식 (초등학교 과정 2학급, 중학교 과정 2학급, 고등학교 과정 2학급, 계 6학급)
- 1985.03.19． 초대교장 강흥식 취임(1992.11.30．)
- 1985.03.20． 개교기념일로 설정 및 기념식 거행
- 1987.12.21． 강당 개관식
- 1988.02.15． 중∙고등학교 과정 각 1회 졸업(중16명, 고7명, 계 23명)
- 1988.10.17． 제2대 수헌 장선옥 이사장 취임
- 1988.11.22． 교실 증축(8교실), 기숙사 증축(16실)
- 1991.02.22． 초등학교 과정 1회(17명) 졸업
- 1993.02.24． 유치원과정 2학급 설립인가
- 1997.04.14． 직업보도실(5실) 증축
- 2000.08.01． 2000년도 상반기 종합감사 우수학교 표창(서울시교육감)
- 2000.11.27． 학내 전산망 개통
- 2002.02.16． 기숙사 폐쇄, 교실 설치(8실)
- 2005.12.29． 체육우수학교선정 서울시 교육감 표창
- 2006.12.18． 장애인 체육교육 우수기관 선정 문화관광부장관 표창
- 2007.12.18． 대한장애인체육회 표창(최우수상)
- 2010.08.18． 전공과 과정 4학급 설립인가
- 2015.09.01． 제8대 박재상 교장 취임
- 2015.02.13． 2014학년도 졸업 유치원과정 22회 2명 (누계201명), 초등학교과정 25회 12명 (누계 509명), 중학교과정 28회 15명 ( 누계 600명), 고등학교과정 28회 20명 ( 누계 612명),전공과과정 3회 19명 ( 〃 48명)

68명 (총계 1,970명)

## 참고 자료
- 주몽학교 - 한국교육학술정보원 학교알리미